# ماريا بونون
ماريا بونون ني رينجنت (بالإنجليزية Maria Pognon née Rengnet )، من مواليد 1844 - 1925. صحفية فرنسية ومحررة وناشطة نسوية ومؤيدة لحق المرأة في الاقتراع إضافة إلى كونها ماسونية ومسالمة رافضة للعنف وعُرفت بنجاحها كناشطة في مجال حقوق المرأة في أواخر القرن التاسع عشر. وقد ترأست الرابطة الفرنسية لحقوق المرأة في الفترة ما بين 1892 إلى 1903، وكانت أيضًا عضوًا في الجمعية السلمية (الجمعية الفرنسية للتحكيم بين الأمم). ولكونها ماسونية كانت واحدة من المؤسسين السبعة عشر لمجتمع ماسوني لحقوق الإنسان والذي كان مفتوحًا لكلا الجنسين رجالًا ونساء.

## سيرتها الذاتية
وُلدت ماريا رينجنيت في هونفلور بتاريخ 15 فبراير من عام 1844، وكانت ابنة جوليان رينجنيت وهو بنّاء أسقف من الألواح الصخرية. نشأت في أسرة ثرية وتزوجت من المهندس المعماري ريموند بونون في عام 1873 وأنجبت منه ولدًا وابنة. توفي زوجها بسبب التيفوئيد في عام 1876. ثم انتقلت إلى باريس في عام 1880 حيث كانت تدير فندق عائلات من الطبقة العليا.
بعد حضورها مؤتمرًا يُعنى بحقوق المرأة (المؤتمر الدولي لحقوق المرأة) في عام 1889، أصبحت عضوًا ناشطًا في الحركة النسائية. وكانت شخصية قيادية في الرابطة الفرنسية لحقوق المرأة في عام 1892، وبعد عامين شغلت منصب رئيسة وبقيت في هذا المنصب حتى عام 1903. أثبتت أنها قائدة فعالة ومتحدثة عامة ومنظمة ورئيسة المؤتمر النسائي الدولي في باريس في عامي 1882 و1896.
عقدت المؤتمر الدولي العام في عام 1900 حول أوضاع المرأة وحقوقها برفقة مارغريت دوراند، وعقدت أيضًا مؤتمرًا آخر في باريس. وكانت واحدة من ست نساء أنشأن المجلس الوطني للمرأة الفرنسية في عام 1901.
كانت بونون أيضًا كاتبة متألقة شديدة الذكاء، ساهمت بنحو 70 مقالًا في مجلة لا فروند La Fronde للمرأة بين عامي 1897 و1900. واعتُبرت واحدة من 17 امرأة أسسن مجتمع الماسونيين لحقوق الإنسان والذي كان مفتوحًا لكل من الأعضاء رجالًا ونساءً.
فجأةً أصبحت تعاني من قلة المال فانضمت هي وابنتها ماتيلد لتعيش مع ابنها في كاليدونيا الجديدة في عام 1905. وبعدها بعامين انتقلت مع ابنتها إلى سيدني في أستراليا، حيث أصبحت ناشطة في المنظمات النسائية المحلية. وتوفيت ماريا بونون في ضاحية خليج باي في سيدني بتاريخ 17 أبريل من عام 1925.